# Kabinetten-De Broglie

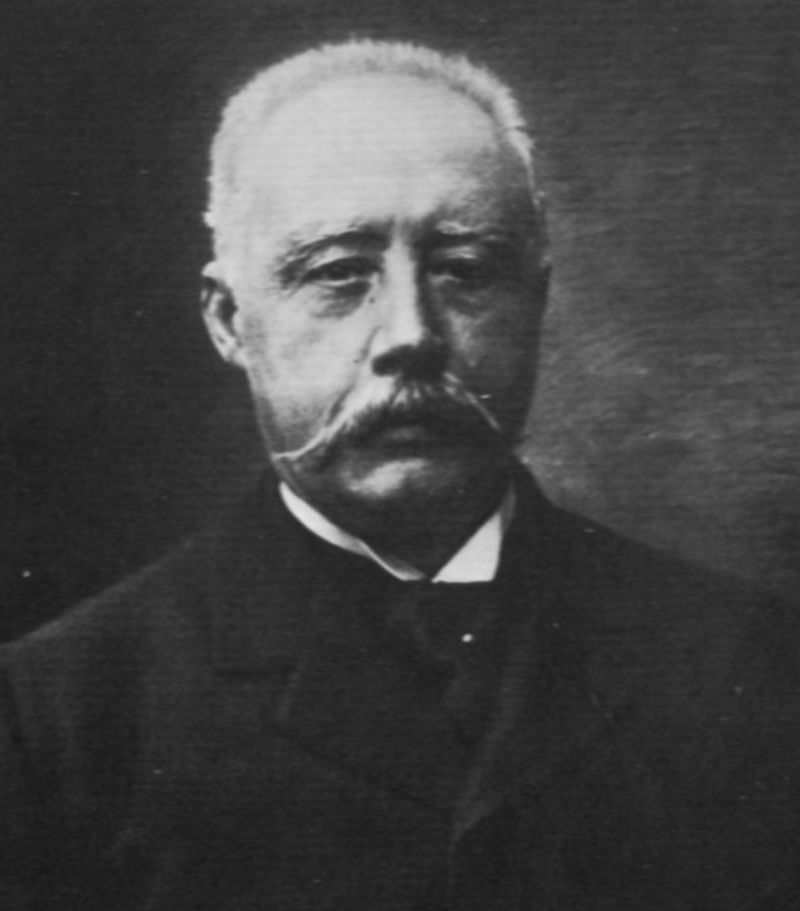
Victor de Broglie

## Kabinetten-De Broglie

### 1ste Kabinet (25 mei–26 november1873)
- Albert, hertog de Broglie - Premier en minister van Buitenlandse Zaken
- François Charles du Barail - minister van Oorlog
- Charles Beulé - minister van Binnenlandse Zaken
- Pierre Magne - minister van Financiën
- Jean Ernoul - minister van Justitie
- Charles Dompierre d'Hormoy - minister van Koloniën en Marine
- Anselme Batbie - minister van Onderwijs, Schone Kunsten en Kerkelijke Zaken
- Alfred Deseilligny - minister van Openbare Werken
- Joseph de la Bouillerie - minister van Landbouw en Handel

### 2de Kabinet (26 november1873–22 mei1874)
- Albert, hertog de Broglie - Premier en minister van Binnenlandse Zaken
- Louis Decazes - minister van Buitenlandse Zaken
- François Charles du Barail - minister van Oorlog
- Pierre Magne - minister van Financiën
- Octave Depeyre - minister van Justitie
- Charles Dompierre d'Hormoy - minister van Koloniën en Marine
- Oscar Bardi de Fourtou - minister van Onderwijs, Schone Kunsten en Kerkelijke Zaken
- Charles de Larcy - minister van Publieke Werken
- Alfred Deseilligny - minister van Landbouw en Handel

### 3de Kabinet (17 mei–23 november1877)
- Albert, hertog de Broglie - Premier en minister van Justitie
- Louis Decazes - minister van Buitenlandse Zaken
- Jean Auguste Berthaud - minister van Oorlog
- Oscar Bardi de Fourtou - minister van Binnenlandse Zaken
- Eugène Caillaux - minister van Financiën
- Albert Gicquel des Touches - minister van Koloniën en Marine
- Joseph Brunet - minister van Onderwijs, Schone Kunsten en Kerkelijke Zaken
- Auguste Pâris - minister van Publieke Werken
- Vicomte de Meaux - minister van Landbouw en Handel